# Бейсбол на летних Олимпийских играх 1936
Бейсбол на Летних Олимпийских играх 1936 прошёл на Олимпийский стадион (Берлин), в Берлине, 12 августа. Участие принимали только мужчины. Соревнование на Олимпиаде считалось показательным.
Турнир состоял из одного матча, в котором встретились две сборные — «Чемпионы мира» против «Олимпийской сборной США». На матче присутствовало 90 000 зрителей. «Сборная мира» выиграла со счетом 6:5. Лэсли Мэн сделал многое для того, чтобы бейсбол включили в ОИ, и поэтому был назначен судьей.

## Счет
| Команда            | 1 | 2 | 3 | 4 | 5 | 6 | 7 | Р | Х  | E |
| ------------------ | - | - | - | - | - | - | - | - | -- | - |
| Олимп. сборная США | 2 | 2 | 0 | 0 | 0 | 0 | 1 | 5 | 11 | 6 |
| Чемпионы Мира      | 5 | 5 | 5 | 5 | 5 | 5 | 1 | 6 | 9  | 0 |

Шеу (США) выбил двойной хоум-ран уже в первом иннинге. 6-й иннинг закончился со счетом 5:4, в пользу Сб. Мира. В 7-м иннинге обе команды обменялись по 1-му рану.
Сейлес (Чемп. Мира), вышедший в основном составе, был заменен на Томпсона, из-за того, что допустил США сделать 4 рана за 2 иннинга.

## Состав Сборной мира
- Уилсон (шортстопер)
- Эддовес (3-я база)
- Лес МакНисе (2-я база)
- Хиббард (центр. аутфилдер)
- Эмен, (1-я база)
- Норман Ливермор (кэтчер)
- Дауни (правый аутфилдер)
- Голдберг (левый аутфилдер)
- Билл Сейлес (питчер)
- Карсон Томпсон (питчер)
- Майерс (питчер)

## Состав Олимпийской сборной США
- Грувер Галвин Мл., (центр. аутфилдер)
- Карлстен, (шортстопер)
- Билл Шеу, (1-я база)
- Гордон Маллетретт, (2-я база)
- Эмметт Фор, (левый аутфилдер)
- Кларенс K. Kиган, (3-я база)
- Дик Ханна, (правый аутфилдер)
- Генри Старк Вагнон, (кэтчер)
- Фред Херингер, (питчер)
- Симонс, (питчер)